# Делегей, Николай Куприянович
Николай Куприянович Делегей (Дилигей, Делигей, укр. Микола Купріянович Делегей (Дилигей); 1911—1945) — подполковник Рабоче-крестьянской Красной Армии, участник Великой Отечественной войны, Герой Советского Союза (1944).

## Биография и боевые Победы
Николай Делегей (Дилигей, Делигей, укр. Микола Купріянович Делигей (Дилигей)) (Разная интерпритация звучания фамилии при записывании с устного произношения в документах. Взято из архивов МО.) родился 24 октября 1911 года в селе Комины (ныне — Изяславский район Хмельницкой области Украины) в крестьянской семье. Окончил семь классов школы, после чего работал лесорубом. Был активистом комсомола. Служил в милиции города Изяслава. Осенью 1932 года Делегей был призван на службу во внутренние войска. Окончил 4-ю Саратовскую школу пограничной и внутренней охраны войск ОГПУ, затем в 1937 году — авиационное отделение Харьковского военного училища пограничной и внутренней охраны НКВД СССР. Служил на советско-китайской границе. В июне 1941 года старший лейтенант Николай Делегей был направлен в Гродно для прохождения учебных сборов, где и встретил начало Великой Отечественной войны.
Военные Вехи
Участвовал в воздушных боях в Белорусской ССР, По некоторым данным первую воздушную победу Николай Куприянович одержал утром 22 июня 1941 года сбив Ме-109 (документальных данных этой победы не сохранилось) Вскоре он был отозван в Москву. В сентябре 1941 года Делегей был вновь направлен в действующую армию. Участвовал в боях на Калининском, Волховском, Северо-Западном фронтах. Принимал участие в битве за Москву, освобождении Украинской ССР.
К февралю 1944 года майор Николай Делигей командовал 508-м истребительным авиаполком 205-й истребительной авиадивизии 7-го истребительного авиакорпуса 5-й воздушной армии 2-го Украинского фронта. К тому времени он совершил 172 боевых вылета, в воздушных боях сбил 15 вражеских самолётов лично и ещё 3 — в составе группы.
Особенно ярко отличился в бою 7 января 1944 года: «8 самолётов „Аэрокобра“ под командованием гвардии майора Делигея прикрывала наземные войска на поле боя в районе города Кировограда. При подходе к цели было встречено 8 самолётов противника типа Ме-109. Гвардии майор Делигей, умело командуя группой, смело и решительно вступил в бой, в результате… сбито 7 самолётов Ме-109; в этом бою гвардии майор Делигей лично сбил 1 самолёт противника. Восьмой самолёт гвардии майор Делигей загнал на свой аэродром, но получив по радио приказ „Уничтожить“, этот самолёт сбил на подлете к аэродрому. Группа наших истребителей под командованием Делигея без потерь возвратилась на свой аэродром».
1 февраля 1944 года командованием 304-й истребительной авиационной Черкасской Краснознамённой дивизии за все подвиги, совершённые в совокупности за период, начиная с 10 октября 1941 года, Николай Куприянович Делигей был представлен к присвоению высокого Звания «Герой Советского Союза». Эти подвиги по состоянию на 1 февраля 1944 года в обобщённом виде выглядят так:
Произвёл 172 боевых вылета и, в том числе, 23 из них — на штурмовку войск и техники противника. Впечатляют и итоги этих штурмовок: уничтожено до 145 вражеских военнослужащих (это только из подтвержденных, посчитанных в сложной боевой обстановке наземными частями после атаки летчика), 46 единиц транспортных средств (в раскладе — 39 автомашин и 7 подвод) с военными грузами, один склад боеприпасов и 8 полевых артиллерийских орудий. (Это так же только из официально подтвержденных пороажений врага и вражеской техники, посчитанных в сложной боевой обстановке наземными частями после атаки летчика).
Кроме того, гвардии майор Н. К. Дилигей к февралю 1944 года провёл 23 воздушных боя, в ходе которых лично сбил 15 фашистских самолётов: по четыре каждой из марок — Ме-109 и Ю-87; по два каждой из марок — Ю-88 и ФВ-189; по одному из каждой марок — Ме-110, Хе-113 и ФВ-190. Плюс ещё три самолёта (два Ю-88 и один Ме-109) уничтожены им были в составе группы.
Звания Героя Советского Союза был удостоен на основании Указа Президиума Верховного Совета СССР от 1 июля 1944 года. С этого момента — и кавалер ордена Ленина.
Указом Президиума Верховного Совета СССР от 1 июля 1944 года за «образцовое выполнение заданий командования и проявленные мужество и героизм в боях с немецко-фашистскими захватчиками» майор Николай Делегей был удостоен высокого звания Героя Советского Союза с вручением ордена Ленина и медали «Золотая Звезда» за номером 4280.
27 октября 1944 года полк Делигея был преобразован в 213-й гвардейский. Однако 30 января 1945 года приказом командира корпуса с должности командира полка он был смещён за "упущения по службе " Конкретные причины в открытых источниках пока не найдены. Тем не менее, он продолжал совершать боевые вылеты. С апреля 1945 года Делигей был лётчиком-инспектором 11-го истребительного авиакорпуса в Кёнигсберге.
К маю 1945 года совершил 229 боевых вылетов, провёл 89 воздушных боев, в которых сбил 31 самолёт противника лично (20 подтверждено документально) плюс (11 не подтверждено документально) и 6 в составе группы Данные по штурмовке войск противника приведены выше.
Был также награждён двумя орденами Красного Знамени, орденом Красной Звезды, рядом медалей.
Трагически погиб при исполнении служебных обязанностей в авиакатастрофе 3 октября 1945 года. Похоронен в Калининграде . На месте захоронения возведен воинский Мемориал..